# تصویر دوریان گری (فیلم ۱۹۴۵)
تصویر دوریان گری (انگلیسی: The Picture of Dorian Gray) فیلمی در ژانر ترسناک، فانتزی، و درام به کارگردانی آلبر لوین با بازی ریچارد فریزر است که در سال ۱۹۴۵ منتشر شد. این فیلم بر اساس داستان اسکار وایلد و به کارگردانی اولیور پارکر و با حضور بازیگرانی چون کالین فرث در سال ۲۰۰۹ نیز مجدداً ساخته شده‌است.

## بازیگران
- ریچارد فریزر
- جرج سندرز
- هرد هتفیلد
- دانا رید
- آنجلا لنسبوری
- پیتر لافورد
- سدریک هاردویک
- جو یول
- مورتون لاوری
- کرافورد کنت
- فرد آلدریچ